# Bashful
Bashful è una comica muta del 1917 di Alfred J. Goulding con Harold Lloyd.

## Trama
Per reclamare la sua eredità, un giovanotto deve crearsi una moglie e una famiglia.

## Distribuzione
Distribuito dalla Pathé Exchange, il film - un cortometraggio in una bobina - uscì nelle sale degli Stati Uniti il 23 dicembre 1917. In Francia, la Pathé Consortium Cinéma lo distribuì il 10 marzo 1922 con il titolo Un enfant s.v.p..